# Rodolfo Beltrandi
Rodolfo Beltrandi (Imola, 27 dicembre 1930) è un ex calciatore italiano, di ruolo centrocampista.
Giovanissimo, nella parte finale della Seconda guerra mondiale collaborò con la brigata SAP Imola Pianura.

## Carriera
Cresciuto nelle giovanili dell'Imolese, con cui gioca in Serie C, disputa undici stagioni in Serie A con le maglie di Fiorentina (dove subisce un infortunio dovuto ad un calcio di Antonio Azimonti), Udinese e Napoli, collezionando complessivamente 241 presenze e 28 reti.
Termina la carriera in Serie C con la Salernitana nel 1960-1961 (24 presenze e 1 rete) e il Varese nel 1961-1962 (20 presenze). Durante l'attività era noto per aver giocato quasi in tutti i ruoli.